# Château de Montreuil (Nort-sur-Erdre)
Pour les articles homonymes, voir Château de Montreuil.
Le château de Montreuil est un château situé à Nort-sur-Erdre, dans le département de Loire-Atlantique, en France. 

## Localisation
Le château de Montreuil est situé au nord-ouest de la commune de Nort-sur-Erdre, dans le département de Loire-Atlantique.

## Historique
Le domaine de Montreuil est une ancienne seigneurie avec juridiction. Il appartenait en 1564 à Jean Godelin. Jean de Cornulier l'acquit en 1612 dans la succession d'Esther Godelin, femme de Jean Guymier. La branche de Montreuil de la famille de Cornulier en fait sa résidence ordinaire de 1612 à 1756. Au début du XVIIIe siècle, la famille fait construire le deuxième château. Une des fenêtres des communs, seuls vestiges du deuxième château, aujourd’hui la ferme de Montreuil, porte la date de 1704.

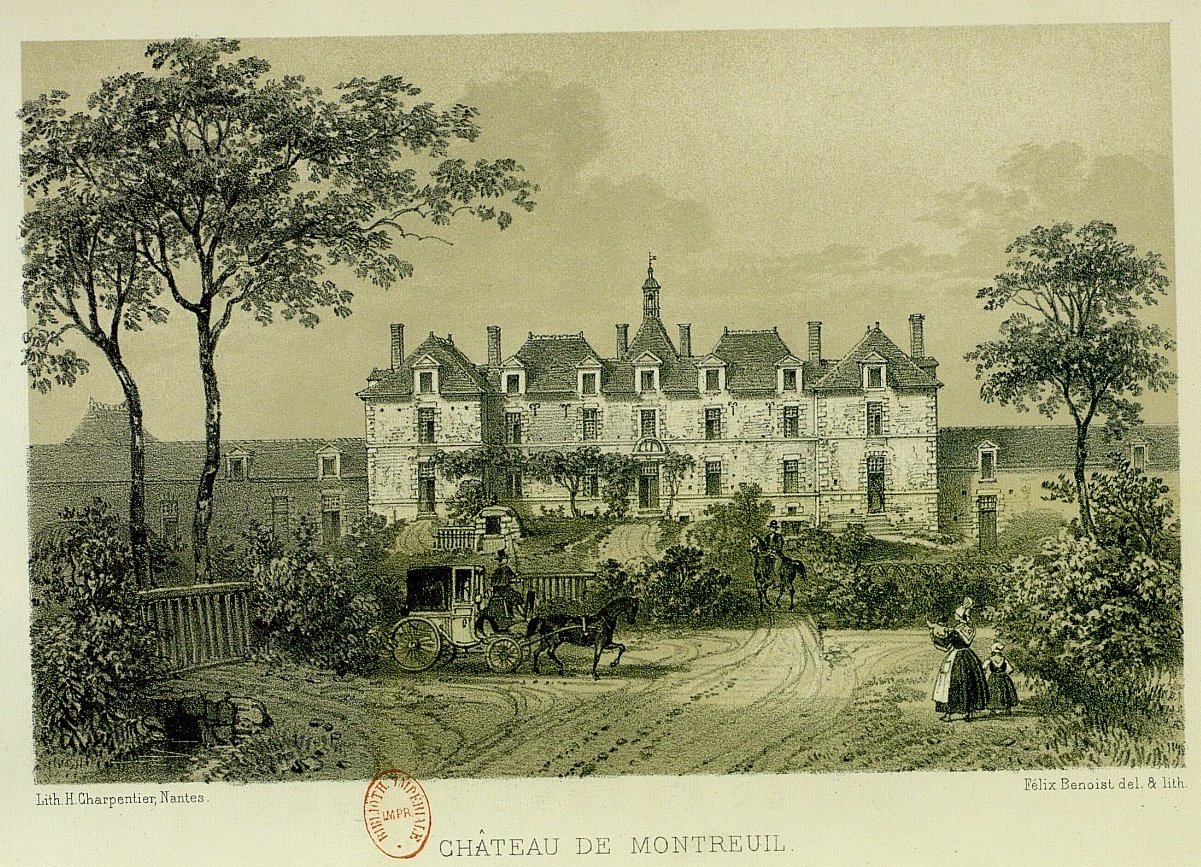
Gravure de l'ancien château de Montreuil.

En 1756, la famille Boux en devient propriétaire à la suite d'un mariage. Puis en 1793, il passe à la famille de Monti de Rezé, toujours à la suite d'un mariage.
En 1833, la famille du Bois de Maquillé en devient propriétaire à la suite du mariage d'Euphrasie de Monti de Rezé avec Constant Antoine du Bois de Maquillé, page de Charles X, maire de Nozay, conseiller général de Loire-Atlantique, fils de Charles André, comte du Bois de Maquillé.
Il n'y a pas d’information sur l’état du château de Montreuil à son entrée dans la famille du Bois de Maquillé en 1833. Il existe une lithographie du château de Montreuil de Félix Benoist (1818-1896), lithographe chez le graveur et éditeur Henri Charpentier à Nantes datant du milieu du XIXe siècle. Le château apparaît également sur le cadastre Napoléonien de 1833 et sur la carte de l’état-major de 1866.
Constant Antoine décide, dans la 2e moitié du XIXe siècle, de construire un nouveau château à 300 m au nord-est du précédent. Cette décision est probablement prise à la suite du mariage de son fils Constant Marie avec Marie Gabrielle Céleste de La Gonnivière en 1874 pour leur offrir. Il n’y a pas d’information expliquant pourquoi un nouveau château est construit plutôt que de conserver le château datant de 1704. On retrouve un projet d'architecte datant de 1882, les premières factures retrouvées datent de la même année. Constant Marie du Bois de Maquillé et Marie Gabrielle Céleste de La Gonnivière y emménage probablement au milieu des années en 1890 après la vente de l’hôtel du Mesnildot de la Grille de Valognes, propriété ayant appartenu jusqu’en 1895 à Marie Gabrielle Céleste de La Gonnivière et dans laquelle Charles X a séjourné avant son départ en exil pour l'Angleterre du 14 au 16 août 1830. Les époux y ont vécu depuis leur mariage en 1874.
Le fils de Constant Marie du Bois de Maquillé, le comte Constant Joseph Antoine du Bois de Maquillé, colonel d'artillerie, maire de Nort-sur-Erdre et conseiller général de 1949 à 1967, y habita jusqu’en 1977. Il était marié avec Marie Charlotte Geneviève Henriette Coustant d'Yanville. À sa mort, sa fille Evelyne (épouse de René de Noblet d'Anglure) en hérite, le château devient alors sa résidence secondaire. En 2012, à la mort de cette dernière, ses filles en héritent, elles le vendent en 2015 (pour la 1re fois depuis l’origine du domaine en 1564).

## Description
Il s’agit du troisième château construit sur le domaine de Montreuil, il est de style néo-Renaissance. On le doit à l’architecte nantais Marie-Louis Liberge.
Le parc a été dessiné par l'architecte paysagiste parisien J. Chevalier. Il a été construit à la fin du XIXe siècle par le comte Constant Antoine du Bois de Maquillé pour son fils Constant Marie du Bois de Maquillé..
À l‘extérieur, sur les façades Nord et Sud du corps central on retrouve les blasons sculptés de la famille du Bois de Maquillé et de la famille de Monti de Rezé surmontés d’un heaume de comte couronné.
À l’intérieur, dans la salle à manger et le hall d’entrée on retrouve les blasons sculptés de la famille du Bois de Maquillé et de la famille de la Gonnivière surmontés d’une couronne de comte. Toujours dans le hall d’entrée, on retrouve une arche peinte avec la devise « Dieu avecque qui contre ». Cette devise est celle de la famille du Bois de Maquillé.
Dans la chapelle attenante, on retrouve sur les vitraux gauche et droite les blasons de la famille du Bois de Maquillé et de la famille de la Gonnivière surmonté d’une couronne de comte. Enfin toujours dans la chapelle sur le vitrail central on retrouve une rosace avec les initiales A et M au centre pour Antoine du Bois de Maquillé entourée de 8 anges avec pour chacun le blason de la famille correspondant aux 8 enfants de Constant Antoine du Bois de Maquillé.

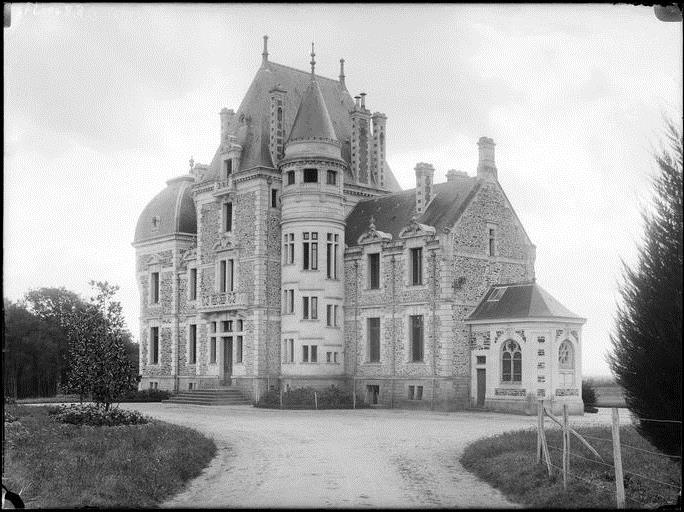
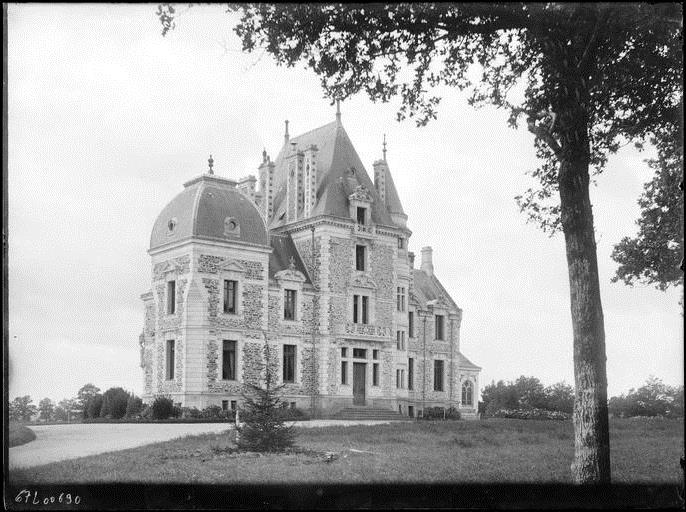
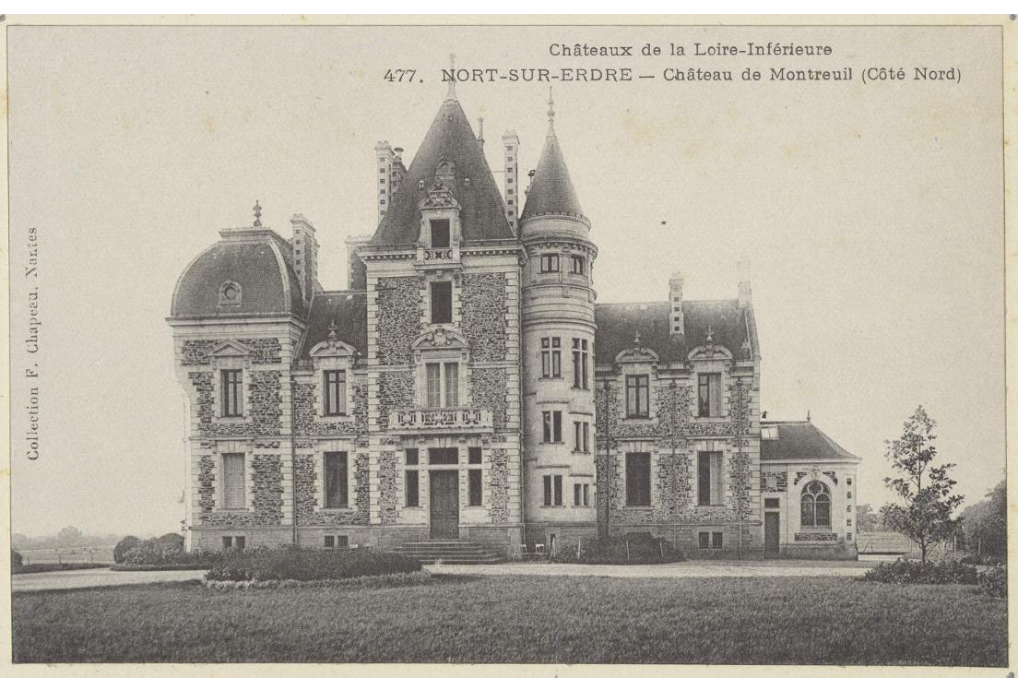